# Trajano de Moraes
Trajano de Moraes es un municipio brasileño del Estado de Río de Janeiro.

## Toponimia
El nombre del municipio rinde homenaje al comendador Trajano Antônio de Moraes (hombre influyente de su época, gran agricultor y dueño de haciendas en la región).